# Yotsuha Kominato
Yotsuha Kominato (jap. 小湊 よつ葉 Kominato Yotsuha; ur. 29 maja 1996 w Ōmura) – japońska gwiazda AV występująca w filmach dla dorosłych, piosenkarka i modelka gravure. Była członkini taneczno-wokalnej grupy idolek Fairies. Wcześniej znana jako Rikako Inoue.
Początkowo wycofała się z branży rozrywkowej po rozwiązaniu Fairies w czerwcu 2020 roku. Jednak powróciła pod swoim obecnym pseudonimem scenicznym w marcu 2022 roku i zadebiutowała jako solistka i aktorka AV 27 czerwca tego samego roku.

## Życiorys

### Wczesne życie
W szóstej klasie zaczęła uczęszczać do szkoły tańca w swoim rodzinnym mieście Nagasaki. Raz w miesiącu podróżowała do Tokio na lekcje, a trzy lata później zadebiutowała. Chociaż wtedy o tym nie wiedziała, dowiedziała się później, że te podróże do Tokio były przesłuchaniami.

### Kariera w grupie taneczno-wokalnej
W 2011 roku zadebiutowała jako członkini grupy Fairies pod pseudonimem Rikako Inoue.
W 2015 roku zadebiutowała na scenie w spektaklu muzycznym „Ania z Zielonego Wzgórza”. W tym samym roku jej pierwsza solowa piosenka „Massara Mamma Mia” została włączona do wersji Rikako Inoue singla Fairies „Mr. Platonic”, który został wydany 18 listopada.
Opuściła Fairies w czerwcu 2020 roku, a jej kontrakt z ówczesną wytwórnią dobiegł końca. Co skłoniło ją do odejścia z branży rozrywkowej.

### Powrót do branży rozrywkowej
Po dwóch latach pracy w salonie kosmetycznym zadebiutowała ponownie w marcu 2022 roku, zmieniając swój dotychczasowy pseudonim na Yotsuba Kominato i pozując jako modelka w czasopiśmie Weekly Playboy. 16 maja otworzyła swoją oficjalną stronę internetową jako Kominato i opublikowała teledysk do swojej debiutanckiej solowej piosenki „Ashita wa Tokimeku” (明日はときめく). Na końcu teledysku zostawiła wiadomość, że zadebiutuje jako idolka AV, a następnego dnia (17 maja) ogłosiła swój debiut na Twitterze. 1 czerwca tego samego roku ogłosiła swój debiut jako ekskluzywna aktorka dla głównej japońskiej firmy SOD Create produkującej filmy dla dorosłych.

### Debiut i kariera w branży AV (2022)
Pierwszy film AV wraz z singlem „Ashita wa Tokimeku” (明日はときめく) zostały wydane 27 maja jako dystrybucja przedpremierowa. Debiut AV „小湊よつ葉 AV DEBUT” zajął 1. miejsce w rankingu wypożyczalni FANZA w tygodniach rozpoczynających się 27 czerwca i 4 lipca 2022 roku. 1 sierpnia zajęła 1. miejsce w cotygodniowym rankingu wideo FANZA, była także 1. w miesięcznym rankingu aktorek AV za lipiec. A debiutanckie wideo okazało się największy hitem roku.
Jej drugi film, „小湊よつ葉 初イキ 絶頂 4本番”, zajął 1. miejsce w cotygodniowym rankingu FANZA z 29 sierpnia.
Trzeci film „小湊よつ葉、乱れます。潮吹き・3P・デカチン・ハメ撮り…AVで見てた憧れのプレイを初体験！4本番” z jej udziałem zadebiutował na 1. miejscu rankingu sprzedaży wysyłkowej FANZA w tygodniu rozpoczynającym się 3 października. W październiku zajęła także 1. miejsce w comiesięcznym rankingu aktorek AV sprzedaży wysyłkowej FANZA.
2 października 2022 w Shosen Book Tower w tokijskiej dzielnicy Akihabara odbyło się wydarzenie z okazji wydania fotoksiążki „芽吹き 小湊よつ葉写真集” z nagimi zdjęciami Kominato, która ukazała się 22 września tego samego roku.
Jej czwarta produkcja AV, „小湊よつ葉 初ドラマ作品 キスから始まる4職業コスプレ 職場なのにスイッチが入ると止まらない本性エッチな働くオンナ” zajęła 1. miejsce w rankingach sprzedaży wysyłkowej FANZA w tygodniu rozpoczynającym się 31 października i 7 listopada.
Wydanie „【レンタル専用盤】元ダンスボーカルユニットメンバー 小湊よつ葉 限定公開の超貴重映像 お風呂でイチャラブSEX解禁” w rankingu wypożyczalni (Wydanie wyłącznie do wypożyczenia) FANZA za tydzień 5 i 12 grudnia zajęło 1. miejsce w cotygodniowym rankingu AV. Piąty film dla dorosłych z jej udziałem uplasował się również na 1. miejscu w rankingu sprzedaży wysyłkowej FANZA za tydzień 5 i 12 grudnia.
W grudniu tego samego roku zdobyła nagrodę dla najlepszej debiutantki podczas gali organizowanej przez Tokuma Shoten Asahi Geinō. W „rocznym rankingu sprzedaży AV 2022” opublikowanym przez Weekly Asahi Geinō jej debiutancki film uplasował się na 2. miejscu, a kolejny na 4. pozycji rankingu.

### Kariera w branży AV (2023)
6 stycznia 2023 ogłosiła, że jej wydawnictwem muzycznym, które nie zostało ujawnione od czasu ponownego debiutu, jest T-Powers.

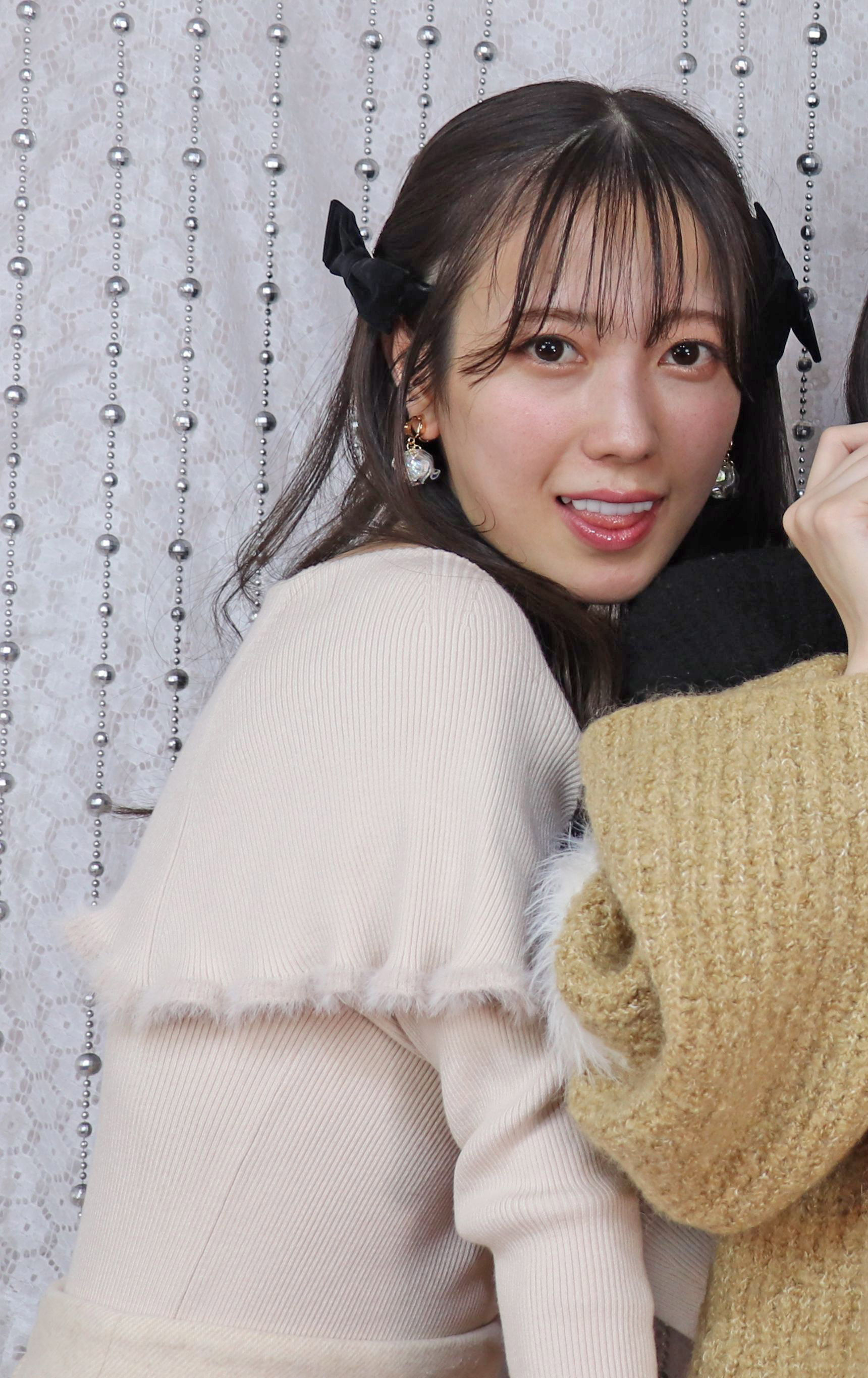
Zdjęcie wykonane podczas „Akiba ni Ai ni Koi! Akihabara Jack Event” (11 grudnia 2022)

16 stycznia jej szósta praca „小湊よつ葉 本格ドラマ初挑戦!” znalazła się na szczycie listy sprzedaży wysyłkowej FANZA. To samo dzieło zajęło także 9. miejsce w rankingu DVD za pierwszą połowę 2023 roku.

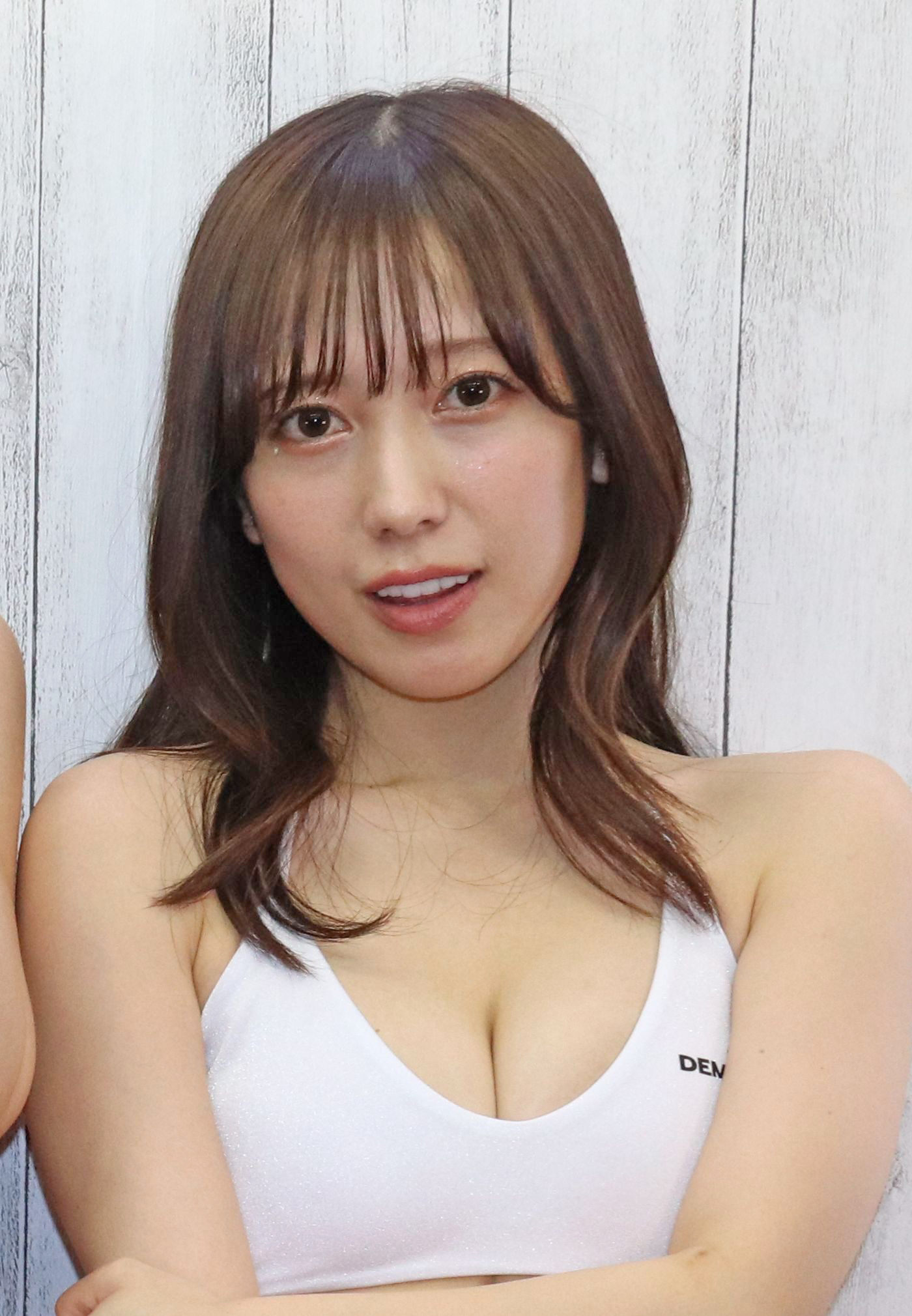
Zdjęcie wykonane w grudniu 2023

W rankingu sprzedaży wysyłkowej FANZA za tydzień 27 lutego siódmy tytuł „小湊よつ葉 絶頂開発 小柄な敏感BODYをガクブル震わせながらジブン史上最高の激イキ！巨根大絶頂” osiągnął 1. miejsce. Ten sam tytuł zajął także 4. miejsce w rankingu DVD za pierwszą połowę 2023 roku.
Za tydzień rozpoczynający się 20 marca w rankingu sprzedaży wysyłkowej FANZA ósmy tytuł, „小湊よつ葉 ロケ帰り相部屋NTR 大雪で帰れなくなったお天気お姉さんが陰険な中年ディレクターの粘着パワハラチ○ポで開発され続けた一晩。” został sklasyfikowany na 1. miejscu. A w pierwszej połowie roku film zajął 19. pozycję.
19 kwietnia, przy współpracy z Milky Pop Generation (Niezależna wytwórnia płytowa specjalizująca się w gwiazdach filmów dla dorosłych), Kominato dała swój pierwszy solowy koncert pod nowym pseudonimem.
Dziewiąty film „小湊よつ葉に見つめられながら至福の射精体験!” w rankingu sprzedaży wysyłkowej FANZA za tydzień od 24 kwietnia zajął 1. miejsce. W kwietniu tego samego roku Kominato zajęła 1. miejsce w comiesięcznym rankingu aktorek poprzez sprzedaż wysyłkową FANZA.
19 maja cztery ekskluzywne debiutantki SOD Star 2022 (Rei Kamiki, Momona Koibuchi, Yotsuba Kominato i Riko Hoshino) utworzyły jednostkę „4star X sister”.
Tytuł „【夏といえば水着！SODstar全員ビキニ祭】最高の芸能人を最良のトロマン状態で 禁欲明けに理性がブッ飛ぶ 淫汁 汗 唾液とろだく漏らしっぱなし性交 小湊よつ葉!” w rankingu sprzedaży wysyłkowej FANZA za tydzień 24 lipca, osiągnął 1 miejsce.
W rankingu tygodniowej sprzedaży wysyłkowej FANZA z 18 września tytuł „芸能人初即ハメ 私のソクバッキー彼氏が絶倫すぎていつでもどこでもすぐ勃起チンチンを挿れようとしてくる 小湊よつ葉” zadebiutował na pozycji nr 6.
W rankingu sprzedaży wysyłkowej FANZA za tydzień rozpoczynający się 23 października film „顔射されても常に笑顔で神対応する看護師の追撃フェラチオ 小湊よつ葉” zadebiutował na 4. miejscu. W tygodniu od 30 czerwca film zajął 1. miejsce w tym samym rankingu.
14 listopada w Sangenjaya Grapefruit Moon w Tokio odbył się koncert Kominato „Let's Meet on the Moon vol.82”.
W rankingu sprzedaży wysyłkowej FANZA za tydzień rozpoczynający się 20 listopada tytuł „これが交際歴1年の恋人がするセックス！？リアルにものすごく近い同棲生活！最高にエッチで可愛いよっつんが彼女になってハメまくり！ 小湊よつ葉” zadebiutował na 6. miejscu. W kolejnym tygodniu film utrzymał swoją pozycję, a Kominato zajęła 7. miejsce w rankingu aktorek w listopadzie.
W rankingu sprzedaży wysyłkowej FANZA za tydzień rozpoczynający się 25 grudnia tytuł „本気の接吻。がむしゃらに粘膜が絡み合って性欲が尽きるまで求め合う 小湊よつ葉” zadebiutował na 3. miejscu.
W grudniu tego samego roku sześć filmów z jej udziałem znalazło się w pierwszej sześćdziesiątce rankingu sprzedaży „AV 2023” Weekly Asahi Geinō.

### Kariera w branży AV (2024)
W rankingu sprzedaży wysyłkowej FANZA za tydzień rozpoczynający się 22 stycznia 2024 wideo „盆休みの帰省中、近所のよつ葉と久しぶりの再会。うだるような暑い季節に成長してどちゃクソ可愛くなっていた幼馴染と三日三晩ハメまくった。 小湊よつ葉” zajęło na 5. miejscu. W tygodniu rozpoczynającym się 29 stycznia wideo pojawiło się ponownie ty razem na 4. miejscu.

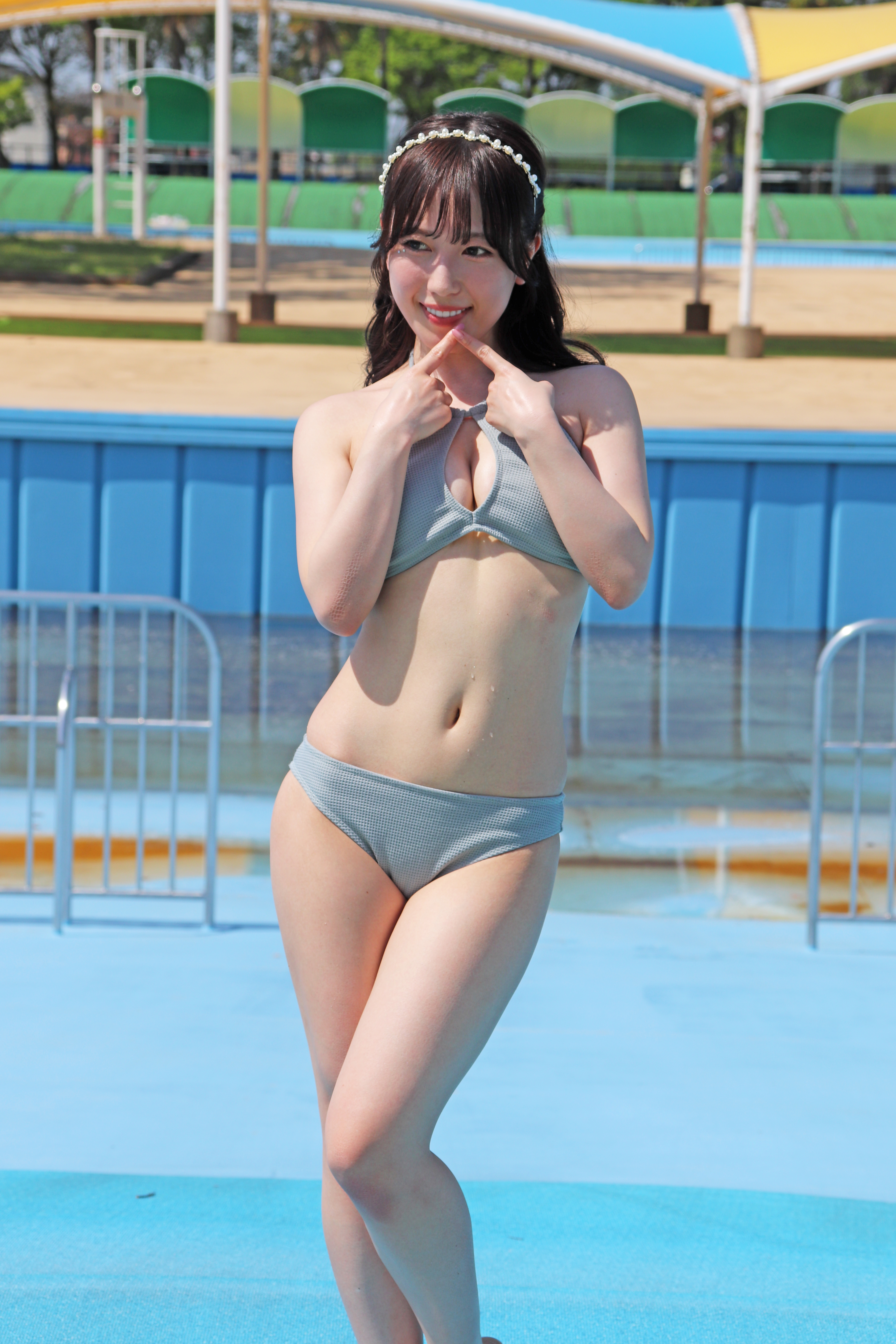
Zdjęcie wykonane podczas festiwalu strojów kąpielowych Kindai Mahjong w kwietniu 2024

12 marca w Sangenjaya Grapefruit Moon w Tokio odbył się jej trzeci solowy koncert „Let's Meet in the Moon vol.88”. Na koncercie zaprezentowała swoją piosenkę „New Me!”, cover Miwy „Haruni Nattara” (春になったら) oraz wspólny występ taneczny z NATSUKI, która pojawiła się gościnnie, podobnie jak na poprzednim koncercie.
16 marca w radiu Shibuya Cross-FM wystartowała audycja radiowa „SODの土曜のお昼からごめんなさい” prowadzona przez Kominato. Audycja będzie transmitowana na żywo od godziny 14:00 w pierwszą sobotę każdego miesiąca.
W rankingu sprzedaży wysyłkowej FANZA za tydzień rozpoczynający się 18 marca film „出張先の温泉旅館で部下の新卒OLとまさかの相部屋 純真無垢な誘惑 逆NTR 小湊よつ葉” zadebiutowała na 10. miejscu. Ten sam film awansował na 4. miejsce w rankingu sprzedaży wysyłkowej FANZA w tygodniu rozpoczynającym się 25 marca.
W kwietniowym wydaniu Weekly Asahi Geinō zajęła 43. miejsce w rankingu „Wyborów powszechnych seksownych aktorek AV 2024”.
27 maja w cotygodniowym rankingu wysyłkowym FANZA tytuł „無邪気なおねだりフェイスにズキュン！ず～っと振り回されっぱなし イチャイチャ！たじたじ！ヤリまくり！ハメ撮り！デビュー2周年記念デート 小湊よつ葉” wydanym z okazji drugiej rocznicy debiutu zadebiutował na 5. miejscu.

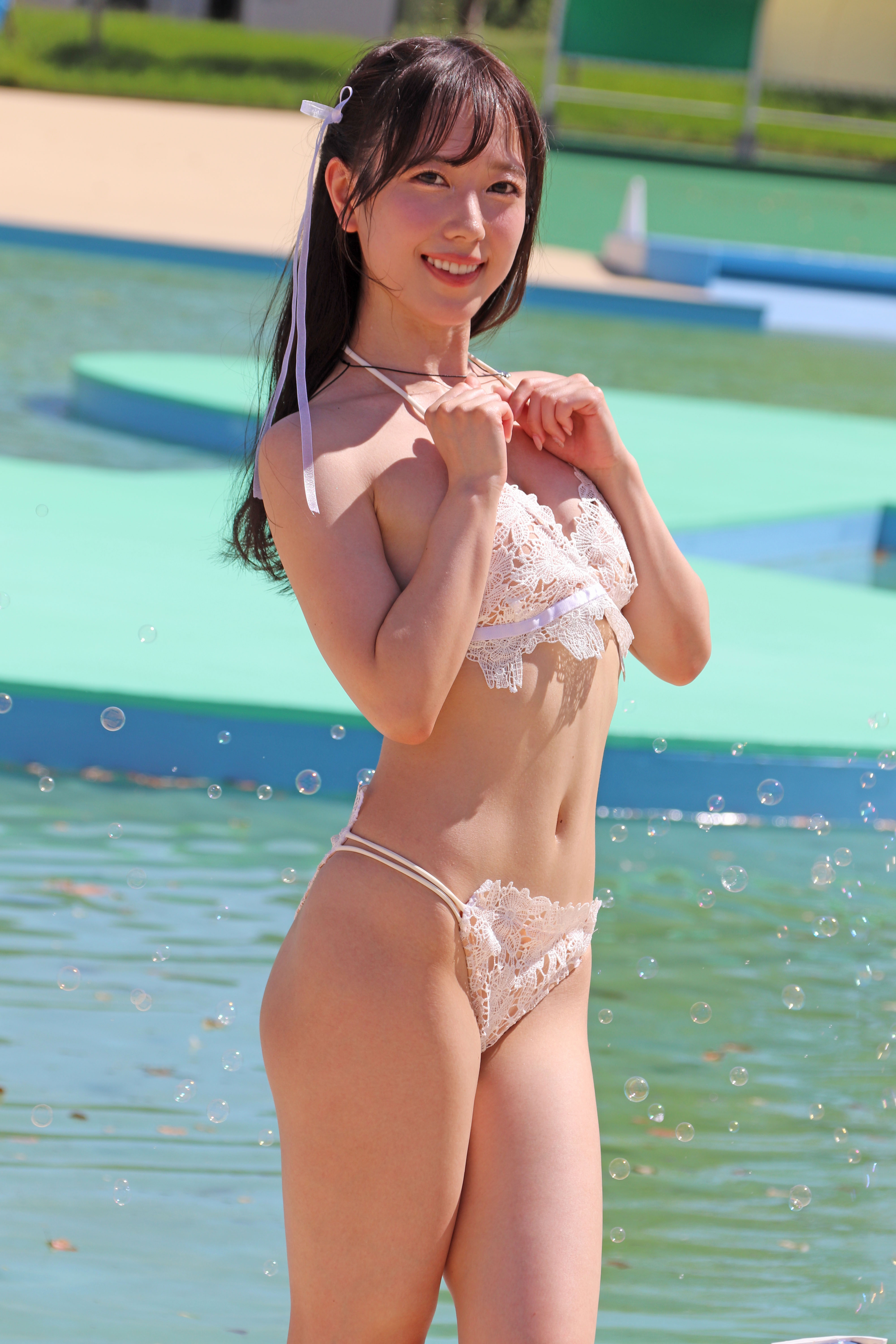
Zdjęcie wykonane podczas sesji zdjęciowej Trend Girls 15 września 2024

2 czerwca w Shosen Book Tower w dzielnicy Akihabara w Tokio odbyło się wydarzenie z okazji wydania jej fotoksiążki „Cosplay Fetish Book 小湊よつ葉”. W rankingu sprzedaży wysyłkowej FANZA za tydzień rozpoczynający się 3 czerwca film „無邪気なおねだりフェイスにズキュン！ず～っと振り回されっぱなし イチャイチャ！たじたじ！ヤリまくり！ハメ撮り！デビュー2周年記念デート 小湊よつ葉” zajął 9. miejsce. Film „引きこもり訪問支援 ゴミ屋敷に放置された大量のシコティッシュに見かねて内緒でチンカス塗れのチンチンも笑顔で性サポートしてくれる優しいお手伝いさん 小湊よつ葉” zadebiutował na 9. miejscu rankingu sprzedaży wysyłkowej FANZA za tydzień rozpoczynający się 17 czerwca, a w tygodniu rozpoczynającym się 24 czerwca uplasował się na 8. miejscu. W rankingu aktorek z czerwca Kominato zajęła 6. miejsce w sprzedaży wysyłkowej FANZA.
15 lipca 2024 roku wydanie „人生初のナマ中出し解禁 小湊よつ葉” zajęło 2. miejsce w cotygodniowym rankingu AV wypożyczalni FANZA. Praca zajęła 1. miejsce w tym samym rankingu w tygodniu rozpoczynającym się 22 lipca. Następnie zajęła 3 miejsce w tygodniu rozpoczynającym się 29 lipca, a Kominato zajęła 5. miejsce w lipcu w miesięcznym rankingu aktorek wypożyczalni FANZA.
Film „隠れ美人の牛丼チェーン店で働くパート主婦が学生バイトと避妊具なしでネチョベロ不倫中出し 小湊よつ葉” zadebiutował na 8. miejscu rankingu sprzedaży wysyłkowej FANZA za tydzień rozpoczynający się 19 sierpnia.
15 września tego samego roku wzięła udział w pokazie mody TREND GIRLS w ramach „TREND GIRLS Photo Session 2024”, pozując na wybiegu.
21 października w cotygodniowym rankingu wysyłkowym FANZA tytuł „温泉旅行中の単独客やカップル 夫婦の男性を誘惑 館内で寝取りセックスをくり返す淫乱美人な若女将 小湊よつ葉” zadebiutował na 5. miejscu. W tym samym miesiącu zajęła także 6. miejsce w comiesięcznym rankingu aktorek AV sprzedaży wysyłkowej FANZA
W rankingu sprzedaży wysyłkowej FANZA za tydzień rozpoczynający się 18 listopada film „ハメ撮りにどっぷりハマってしまった地方公務員の女(23)彼女が愛したのは高級スーツをさらっと着こなす紳士的で優しいイケおじ(職業不詳・40) 小湊よつ葉” zajął 5. miejsce.

## Informacje

### Związek z grupą taneczno-wokalną
Przed założeniem Fairies powiedziała, że codziennie ćwiczyła od 11 rano do 9 wieczorem. Opisuje dziewięć lat w grupie jako swoją młodość, ponieważ członkinie zebrali się również, aby świętować jej ceremonię ukończenia szkoły. Dlatego też, kiedy grupa zdecydowała się rozwiązać, nie była gotowa do pracy jako solowa artystka, więc zaczęła szukać pracy na stronie internetowej z różnymi ofertami. W ten sposób dostała pracę w firmie prowadzącej salon kosmetyczny, ale początkowo spędzała dni na schodach, roniąc łzy. Kiedy jednak przyzwyczaiła się do pracy, poczuła się jak w domu. Kiedy zmieniła się struktura firmy, ponownie przemyślała wszystko i zdecydowała, że chce skupić się na wyrażaniu siebie, więc odeszła. Była zdeterminowana i postanowiła, że nie wspomni nazwy swojej byłej grupy i zacznie od sesji zdjęciowej jako modelka gravure, z czym nigdy wcześniej nie była związana.
Podczas swojego pobytu w Fairies, z powodu braku pewności siebie często zostawała do nocy na treningach. Dało jej to obraz bycia osobą poważną, ale w głębi duszy wiedziała, że nie jest taka. Zastanawiając się nad tym okresem w późniejszym wywiadzie, powiedziała, że była typem osoby, która nie była żądna przygód i wycofana, „Kazano mi zachowywać się właściwie, więc odpowiednio się zabezpieczałam”.

### Aktorstwo AV
Odnosząc się do zamiaru rozpoczęcia pracy jako aktorka AV od 2022 roku, napisała na Twitterze: „Chociaż na świecie są różne tendencje seksualne, to uważam, że istnieje na nim szeroki wachlarz potrzeb”. 
Po raz pierwszy zetknęła się z AV w wieku 18 lat, kiedy pokazała go jej znajoma (później ujawniła, że było to gejowskie porno). Od tego czasu zaczęła szukać i kupować własne filmy dla dorosłych. Moim ulubionym gatunkiem jest masaż (w szczególności prace, w których przebieg jest taki, że czujesz się dobrze, nawet jeśli na początku tak nie jest). Z drugiej strony twierdzi, że prace, które opierają się wyłącznie na flircie lub nie pokazują kobiecej strony w przyjemny sposób, są „przygnębiające”.

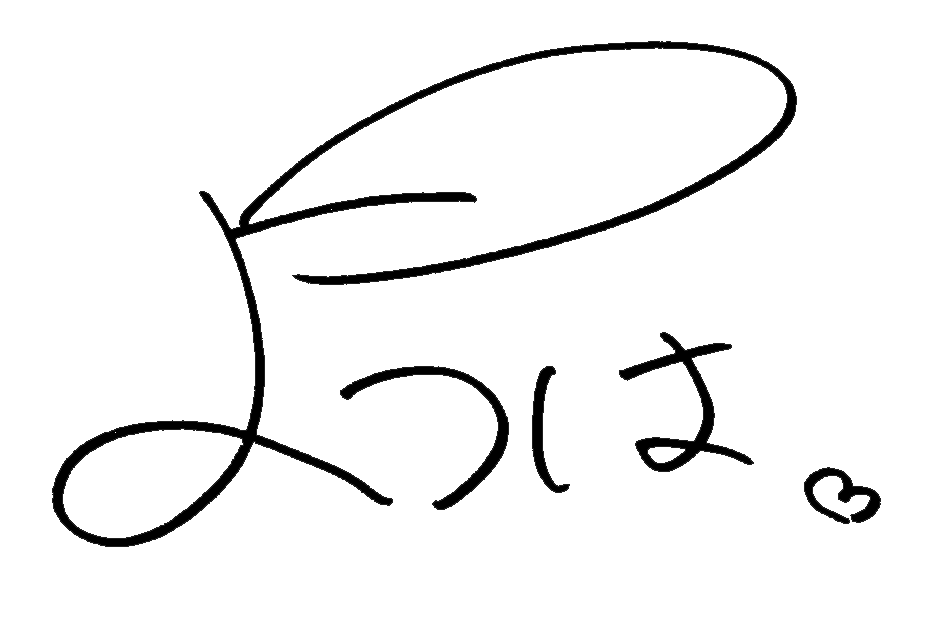
Podpis Yotsuhy Kominato

Jej pierwsze doświadczenie seksualne miało miejsce z chłopakiem w drugiej klasie liceum. Pamięta, że nie było to wcale przyjemne uczucie, tylko bolesne. W swoim życiu przeżyła trzy doświadczenia przed dołączeniem do AV. Jej najbardziej pamiętnymi doświadczeniami seksualnymi było lizanie palców u stóp i zabawa w duszenie. Nigdy wcześniej nie próbowała fellatio, dopóki nie zaczęła występować w filmach dla dorosłych. Te doświadczenia pozostawiły w niej jedynie gorzkie wspomnienia związane z seksem, ale z drugiej strony lubiła oglądać AV, więc kiedy zobaczyła grę aktorek i ich reakcje, zastanawiała się: „Czy wszyscy naprawdę wykonują grę wstępną?” i „Czy to naprawdę takie przyjemne?”, nigdy nie pytała o to nikogo w swoim otoczeniu, więc była sceptyczna. Tatsunori Tokushige, który przeprowadził wywiad z Kominato, stwierdza, że „interesujące jest to, że AV było dla niej fantazją, a nie kontynuacja prywatnej aktywności seksualnej”. Kominato odpowiedziała również, że biorąc pod uwagę jej własną przeszłość unikania seksualności jako czegoś, czego należy się obawiać, chciała być katalizatorem wyzwolenia seksualnego i wyrazicielem cudów zabawek erotycznych.
Pseudonim sceniczny został zaproponowany przez samą Kominato i jej twórców jako znak nowego początku, po rozważeniu kilku kandydatur, został ostatecznie wybrany. Kominato początkowo zaproponowała „Minase Futaba”, ale odrzuciła ten pomysł, ponieważ w tym samym zawodzie była inna aktorka o tym samym nazwisku. Imię zostało również wybrane, aby odzwierciedlić wizerunek portowego miasta Nagasaki, szanując życzenie Kominato, aby mieć imie kończące się na „葉” (liść).
Aktorką, którą podziwia, jest Yua Mikami i chociaż ogląda AV głównie w celu masturbacji, postrzega pracę Mikami jako obiekt podziwu (piękne linie ciała, piękna twarz itp.).

### Depilacja medyczna
Kiedy pracowała w salonie kosmetycznym, zdecydowała się na wydepilowanie całego ciała, w tym dolnej części, co jest powszechnie określane jako „paipan” (Japoński termin oznaczający brak włosów łonowych, zwykle z powodu golenia, u kobiet). Według jej podcastu „Nieco skomplikowana historia Kominato Yotsuha #17” (小湊よつ葉のちょっと込み入った話#17) fan poprosił ją o zapuszczenie włosów łonowych, na co odpowiedziała: „Nawet jeśli je zapuszczę, to wyrośnie około czterech, a to zbyt mało, więc nie będzie to ładnie wyglądać”.

## Dyskografia

### Single
| Data | Tytuł                | Wytwórnia                                  | Format      | Uwagi                | Przy.                                                                     |               |
| ---- | -------------------- | ------------------------------------------ | ----------- | -------------------- | ------------------------------------------------------------------------- | ------------- |
| 1    | 27 czerwca 2022      | „Ashita wa Tokimeku” (jap. 明日はときめく) | SOD records | digital download, CD | Płyta CD była dystrybuowana podczas wydarzenia w dniu 27 sierpnia 2022 r. | [ 92 ] [ 93 ] |
| 2    | 20 września 2022     | „New me!”                                  | SOD records | digital download, CD | Płyta CD wydana 6 października tego samego roku.                          | [ 94 ] [ 95 ] |
| 3    | 25 października 2022 | „Sora” (jap. 空)                           | SOD records | digital download     |                                                                           | [ 96 ]        |
| 4    | 3 marca 2023         | „Dakishimete nē” (jap. 抱きしめて ねぇ)    | SOD records | digital download     |                                                                           | [ 97 ]        |
| 5    | 22 czerwca 2023      | „Koi no Manyuaru” (jap. 恋のマニュアル)    | SOD records | digital download     |                                                                           | [ 98 ]        |
| 6    | 31 lipca 2024        | „Natsu no memory” (jap. 夏のmemory)        | SOD records | digital download     |                                                                           | [ 99 ]        |

## Filmografia

### Filmy dla dorosłych
| #    | Data            | Tytuł | Kod wideo  | Producent  | Uwagi | Przy.           |
| 2022 |                 | |            |            | |                 |
| 1    | 27 czerwca      | 小湊よつ葉 AV DEBUT | STARS-685  | SOD Create | Debiut AV, pierwsza dystrybucja, wersje Blu-ray i DVD ukazały się 4 sierpnia tego samego roku                                          | [ 100 ]         |
| 2    | 6 października  | 小湊よつ葉 初イキ 絶頂 4本番 | STARS-715  | SOD Create | Dystrybucja rozpoczęła się 20 września                                                                                                 | [ 101 ]         |
| 3    | 11 listopada    | 小湊よつ葉、乱れます。潮吹き・3P・デカチン・ハメ撮り…AVで見てた憧れのプレイを初体験！4本番                                                                                              | STARS-717  | SOD Create | Dystrybucja rozpoczęła się 25 października                                                                                             | [ 102 ]         |
| 4    | 8 grudnia       | 小湊よつ葉 初ドラマ作品 キスから始まる4職業コスプレ 職場なのにスイッチが入ると止まらない本性エッチな働くオンナ。                                                                        | STARS-765  | SOD Create | Dystrybucja rozpoczęła się 29 listopada                                                                                                | [ 103 ]         |
| 2023 |                 | |            |            | |                 |
| 5    | 12 stycznia     | アーティスト兼AV女優 小湊よつ葉‘旅の途中’のドキュメント。カラダの変化、今したい、あの頃したかったセックス‘もっと非日常的な事を…’妄想実現 念願のカーセックス、野外4P、地元デートハメ撮り | STARS-767  | SOD Create | Dystrybucja rozpoczęła się 20 grudnia 2022                                                                                             | [ 104 ]         |
| 6    | 23 lutego       | 小湊よつ葉 本格ドラマ初挑戦! 上京したてのウブで頭でっかちな私がSっ気ある彼氏にして欲しい7つの事                                                                                         | STARS-757  | SOD Create | Dystrybucja rozpoczęła się 24 stycznia                                                                                                 | [ 103 ]         |
| 7    | 23 marca        | 小湊よつ葉 絶頂開発 小柄な敏感BODYをガクブル震わせながらジブン史上最高の激イキ!巨根大絶頂                                                                                               | STARS-776  | SOD Create | Dystrybucja rozpoczęła się 28 lutego                                                                                                   | [ 105 ]         |
| 8    | 20 kwietnia     | 小湊よつ葉 ロケ帰り相部屋NTR 大雪で帰れなくなったお天気お姉さんが陰険な中年ディレクターの粘着パワハラチ○ポで開発され続けた一晩。                                                        | STARS-796  | SOD Create | Dystrybucja rozpoczęła się 28 marca | [ 103 ]         |
| 9    | 25 maja         | 小湊よつ葉に見つめられながら至福の射精体験！ゾクゾク淫語でアナタの脳を支配しながらオナニーのお手伝いしてあげる                                                                          | STARS-814  | SOD Create | Dystrybucja rozpoczęła się 25 kwietnia                                                                                                 | [ 103 ]         |
| 10   | 22 czerwca      | 一泊二日で12発射精しちゃうヤリまくりイチャイチャ温泉旅行 小湊よつ葉 | STARS-859  | SOD Create | Dystrybucja rozpoczęła się 30 maja, rozszerzone wydanie będzie również zawierać album CD zawierający wszystkie wydane przez nią single | [ 103 ] [ 106 ] |
| 11   | 20 lipca        | 小湊よつ葉 不良生徒の俺を甘いキスで翻弄してくる家庭教師のよつ葉先生との接吻ラブストーリー                                                                                               | STARS-842  | SOD Create | Dystrybucja rozpoczęła się 27 czerwca                                                                                                  | [ 107 ]         |
| 12   | 24 sierpnia     | 【夏といえば水着！SODstar全員ビキニ祭】最高の芸能人を最良のトロマン状態で 禁欲明けに理性がブッ飛ぶ 淫汁 汗 唾液とろだく漏らしっぱなし性交 小湊よつ葉                                    | STARS-874  | SOD Create | Dystrybucja rozpoczęła się 25 lipca | [ 108 ]         |
| 13   | 21 września     | 芸能人が5つ星のおもてなしで極上射精へと導いてくれる超高級風俗ヒルズ5シチュエーション 小湊よつ葉                                                                                         | STARS-910  | SOD Create | Dystrybucja rozpoczęła się 28 sierpnia                                                                                                 | [ 109 ]         |
| 14   | 12 października | SODstar小湊よつ葉 アーティスト兼AV女優 初ベスト！デビューから10作品豪華8時間スペシャル                                                                                                  | sods-00013 | SOD Create | Podsumowanie najlepszych wideo, pierwsza dystrybucja 12 września                                                                       | [ 110 ]         |
| 15   | 26 października | 芸能人初即ハメ 私のソクバッキー彼氏が絶倫すぎていつでもどこでもすぐ勃起チンチンを挿れようとしてくる 小湊よつ葉                                                                          | STARS-918  | SOD Create | Dystrybucja rozpoczęła się 26 września                                                                                                 | [ 111 ]         |
| 16   | 23 listopada    | 顔射されても常に笑顔で神対応する看護師の追撃フェラチオ 小湊よつ葉 | STARS-930  | SOD Create | Dystrybucja rozpoczęła się 31 października                                                                                             | [ 112 ]         |
| 17   | 21 grudnia      | これが交際歴1年の恋人がするセックス！？リアルにものすごく近い同棲生活！最高にエッチで可愛いよっつんが彼女になってハメまくり！ 小湊よつ葉                                                | STARS-954  | SOD Create | Dystrybucja rozpoczęła się 28 listopada                                                                                                | [ 113 ]         |
| 2024 |                 | |            |            | |                 |
| 18   | 25 stycznia     | 本気の接吻。がむしゃらに粘膜が絡み合って性欲が尽きるまで求め合う 小湊よつ葉 | STARS-981  | SOD Create | Dystrybucja rozpoczęła się 26 grudnia 2023                                                                                             | [ 114 ]         |
| 19   | 22 lutego       | 盆休みの帰省中、近所のよつ葉と久しぶりの再会。うだるような暑い季節に成長してどちゃクソ可愛くなっていた幼馴染と三日三晩ハメまくった。 小湊よつ葉                                         | STARS-993  | SOD Create | Dystrybucja rozpoczęła się 30 stycznia                                                                                                 | [ 115 ]         |
| 20   | 20 marca        | 未経験の快感。極上スローセックス。 小湊よつ葉 | STARS-987  | SOD Create | Dystrybucja rozpoczęła się 27 lutego                                                                                                   | [ 116 ]         |
| 21   | 25 kwietnia     | 出張先の温泉旅館で部下の新卒OLとまさかの相部屋 純真無垢な誘惑 逆NTR 小湊よつ葉 | START-039  | SOD Create | Dystrybucja rozpoczęła się 26 marca | [ 117 ]         |
| 22   | 20 czerwca      | 無邪気なおねだりフェイスにズキュン！ず～っと振り回されっぱなし イチャイチャ！たじたじ！ヤリまくり！ハメ撮り！デビュー2周年記念デート 小湊よつ葉【特典映像付き】                         | START-075  | SOD Create | Wydanie z okazji drugiej rocznicy debiutu, dystrybucja rozpoczęła się 4 czerwca                                                        | [ 118 ]         |
| 23   | 25 lipca        | 引きこもり訪問支援 ゴミ屋敷に放置された大量のシコティッシュに見かねて内緒でチンカス塗れのチンチンも笑顔で性サポートしてくれる優しいお手伝いさん 小湊よつ葉                              | START-090  | SOD Create | Dystrybucja rozpoczęła się 25 czerwca                                                                                                  | [ 119 ]         |
| 24   | 22 sierpnia     | 人生初のナマ中出し解禁 小湊よつ葉 | START-135  | SOD Create | Dystrybucja rozpoczęła się 23 lipca | [ 120 ]         |
| 25   | 26 września     | 隠れ美人の牛丼チェーン店で働くパート主婦が学生バイトと避妊具なしでネチョベロ不倫中出し 小湊よつ葉                                                                                       | START-108  | SOD Create | Dystrybucja rozpoczęła się 20 sierpnia                                                                                                 | [ 121 ]         |
| 26   | 24 października | 旦那の連れ子に溜まり切った性の捌け口として性欲処理玩具にされました。あまりの絶倫勃起チ○ポに夫とするより感じてしまい… 小湊よつ葉                                                         | START-053  | SOD Create | Dystrybucja rozpoczęła się 17 września                                                                                                 | [ 122 ]         |
| 27   | 21 listopada    | 温泉旅行中の単独客やカップル 夫婦の男性を誘惑 館内で寝取りセックスをくり返す淫乱美人な若女将 小湊よつ葉                                                                                 | START-164  | SOD Create | Dystrybucja rozpoczęła się 22 października                                                                                             | [ 123 ]         |
| 28   | 26 grudnia      | ハメ撮りにどっぷりハマってしまった地方公務員の女(23)彼女が愛したのは高級スーツをさらっと着こなす紳士的で優しいイケおじ(職業不詳・40) 小湊よつ葉                                         | STARS-206  | SOD Create | Dystrybucja rozpoczęła się 19 listopada                                                                                                | [ 124 ]         |

### Filmy dla dorosłychVR
| #    | Data        | Tytuł | Kod wideo | Producent  | Uwagi                           | Przy.           |
| 2023 |             | |           |            |                                 |                 |
| 1    | 24 lipca    | 【VR】小湊よつ葉 1st VR 本物アイドルの彼女と同棲1日目。ボクにだけ見せる可愛くてエッチな表情を最高の距離感で…。                                               | STARS-814 | SOD Create | Pierwszy film VR z jej udziałem | [ 125 ]         |
| 2024 |             | |           |            |                                 |                 |
| 2    | 11 stycznia | ゲリラ豪雨でびしょ濡れの女上司と相部屋に…。「仕事も、男としても、自信つけさせてあげたいの。」 早漏童貞の僕を優しく受け入れながら筆おろししてくれたマジ天使。 | dsvr-1337 | SOD Create | Tytuł wydany w 8KVR             | [ 126 ] [ 127 ] |